# Ačuárové

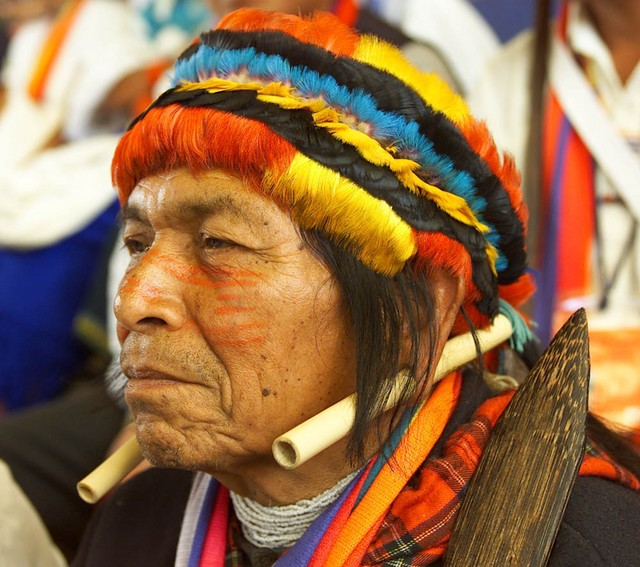
Ačuárský šaman

Ačuárové jsou skupina domorodých obyvatel žijících na území Jižní Ameriky, konkrétně na hranici mezi Ekvádorem a Peru. Společně se Šuáry, Aguaruny a Huambisy patří do jazykové skupiny Jivaro – nechvalně známých lovců lebek.
Slovo Ačuárové (Achu Shuar) pochází od slova aguaje, což je druh palmy rostoucí na území, kde Ačuárové žijí. Proto se místní lidé nazývají Achu Shuar – „lidé palmy aguaje.“
Současný počet se odhaduje na cca 18 500 lidí.

## Životní styl

### Domácnost
Ačuárové jsou kočovný kmen žijící v Amazonském pralese. Většinou žijí ve skupinkách obsahujících především členy rodiny. Vůdcem kmene bývá muž – otec a náčelník. Ten mívá většinou několik manželek a mnoho dětí. Když se některý ze synů ožení, odstěhuje se do vesnice své manželky. Žijí v obydlích vytvořených z palmového listí a dřeva a bambusu. Obydlí nemají okna, pouze dva úzké vchody. Některá obydlí mohou být až 23 metrů dlouhá a jejich velikost se odvíjí od vlivu majitele.

### Ženský a mužský svět
Ve světě Ačuárů jsou přesně vymezené hranice mezi mužským a ženským světem. Ženy žijí ve východní části domu. Zde vaří a starají se o děti. Mezi jejich hlavní úkoly patří pečovat o zahrádku u domu. Jelikož Ačuárové věří, že má většina zvířat i rostlin svoji duši – wakan, ženy se o rostliny starají jako o vlastní děti, rozmlouvají s nimi a zpívají jim. Na zahrádce mívají často více než 100 druhů rostlin, mezi něž patří například banány, sladké brambory, cukrová třtina, čili papričky, ananasy, papája, cibule, fazole, léčivé a narkotické látky. Na žádné zahrádce nechybí maniok, z něhož Ačuárové vytváří svůj nejdůležitější nápoj i jídlo nijiamanch.
Muži loví zvířata a bojují s ostatními kmeny. Zvířata, která loví, považují za lidské bytosti a také se tak k nim chovají. Věří na „matku zvířat,“ která dohlíží na to, aby byla zabíjená jen ta zvířata, která jsou nezbytně nutná pro obživu rodiny. Na lov zvířat používají především foukačky s jedovatými šípy a to i přes to, že mívají většinou přístup k moderním střelným zbraním.

## Náboženství
Ačuárové věří v arutam – moc, která jim dává energii a sílu (duch předka). Důležitý je pro ně taktéž svět snů. Pomocí snů se Ačuárové dorozumívají s přírodními bytostmi a dušemi rostlin, zvířat a mytologických postav. Proto zpívají při západu slunce písně anent, které přivolávají dobré sny.
Ačuárové podnikají také mnohé cesty do říše snů pod vlivem narkotických látek, jako je například ayahuaca (natem). Pod jejich vlivem jsou šamani schopni odhalit různé nemoci. Podobně jako v celé Latinské Americe, i mezi Ačuáry pronikli misionáři, i když podstatně déle, než mezi jiné kmeny. Ačuárové se nedostali do kontaktu s Evropany až do 20. století. Misionáři se sem dostali až v letech 1940-1950.